# Teodoro Llorente Olivares
Teodoro Llorente Olivares (Valencia, 7 de enero de 1836-Valencia, 2 de julio de 1911) fue un poeta, traductor y escritor español en lengua valenciana y castellana. Es el poeta más importante de la Renaixença valenciana. Fue abogado y ejerció la profesión durante un tiempo. Fue fundador y director del diario conservador Las Provincias durante cuarenta años.

## Biografía
Nacido en el seno de una familia de juristas, cursó estudios de derecho y filosofía y letras en la universidad valenciana. Por los años de 1853 a 1857, escribió poesías en español. Pero, habiendo leído El Gaiter del Llobregat de Joaquim Rubió y Ors, empezó a componer rimas en valenciano. La visita que hizo a Valencia Marià Aguiló acabó por ganarle a la causa valencianista, hasta el punto de convertirse en la figura más preeminente de la Renaixença en las tierras valencianas.

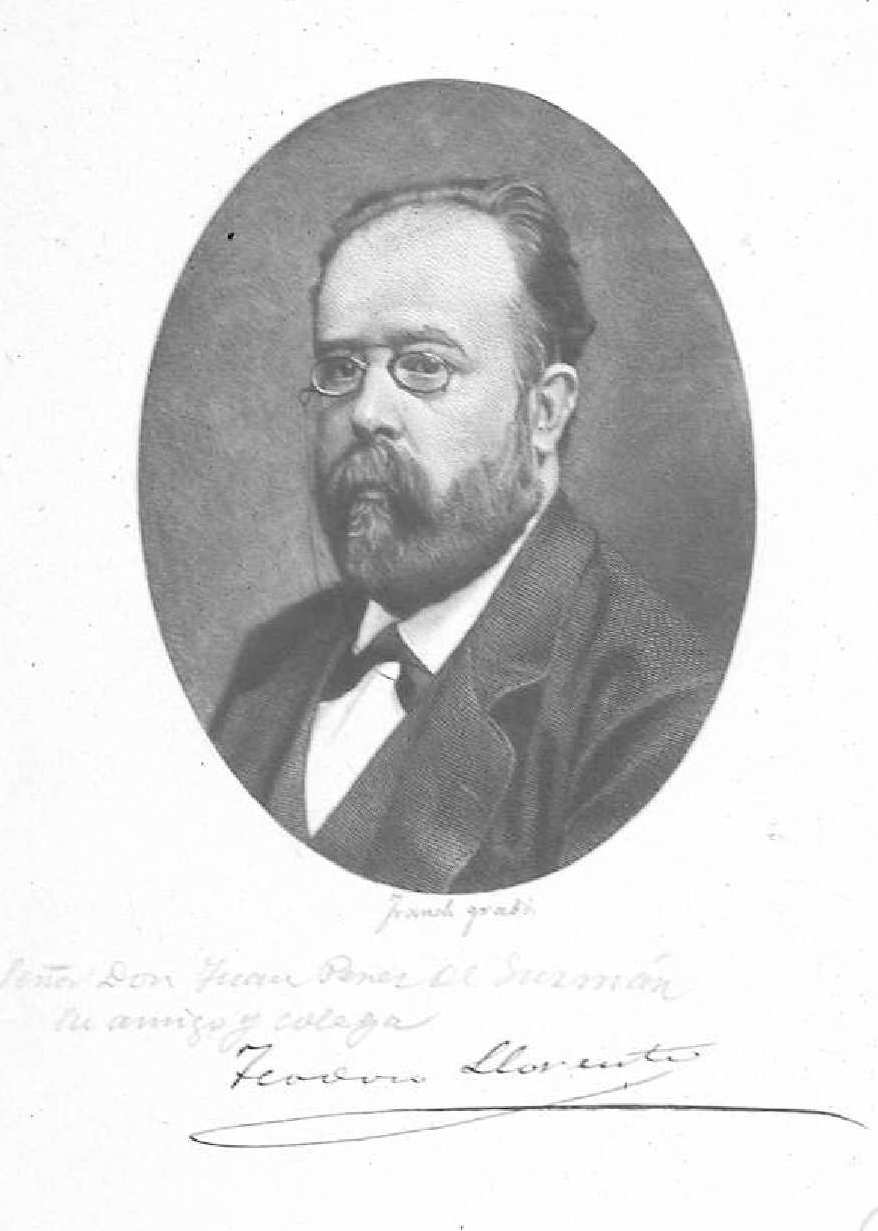
Teodoro Llorente y Olivares, aguafuerte y buril de Ricardo Franch y Mira. Facsímil de la firma y dedicatoria manuscrita. Biblioteca Nacional de España.

Al mismo tiempo cultivaba el periodismo en español. En 1860 dirigió el periódico La Opinión, que más tarde, en 1866, se transformó en Las Provincias, del que fue director durante cuarenta años, hasta cuando su hijo lo sustituyó. Este diario está de acuerdo con la ideología conservadora del partido conservador, del que Llorente fue dos veces diputado a Cortes y senador.
Fue bibliotecario de la Universidad de Valencia, Llorente impulsó y presidió unos Juegos Florales en conmemoración del cuarto centenario de Ausiàs March, y ganó un premio con Víctor Balaguer. En otra edición, ganó un accésit a la «Flor Natural» por su poema Veinte y cinco años. Llorente contribuyó junto con Vicente W. Querol a la instauración de los juegos florales en los que obtuvo el título de "Maestro en Gay Saber".
Su actitud corresponde a la de la burguesía conservadora. En su estancia en Lo Rat Penat trató de quitar importancia a las instituciones de la Renaixença de Mallorca y Cataluña, ya que rechazaba la literatura progresista, republicana y anticlerical, como, por ejemplo, la de Constantí Llombart.

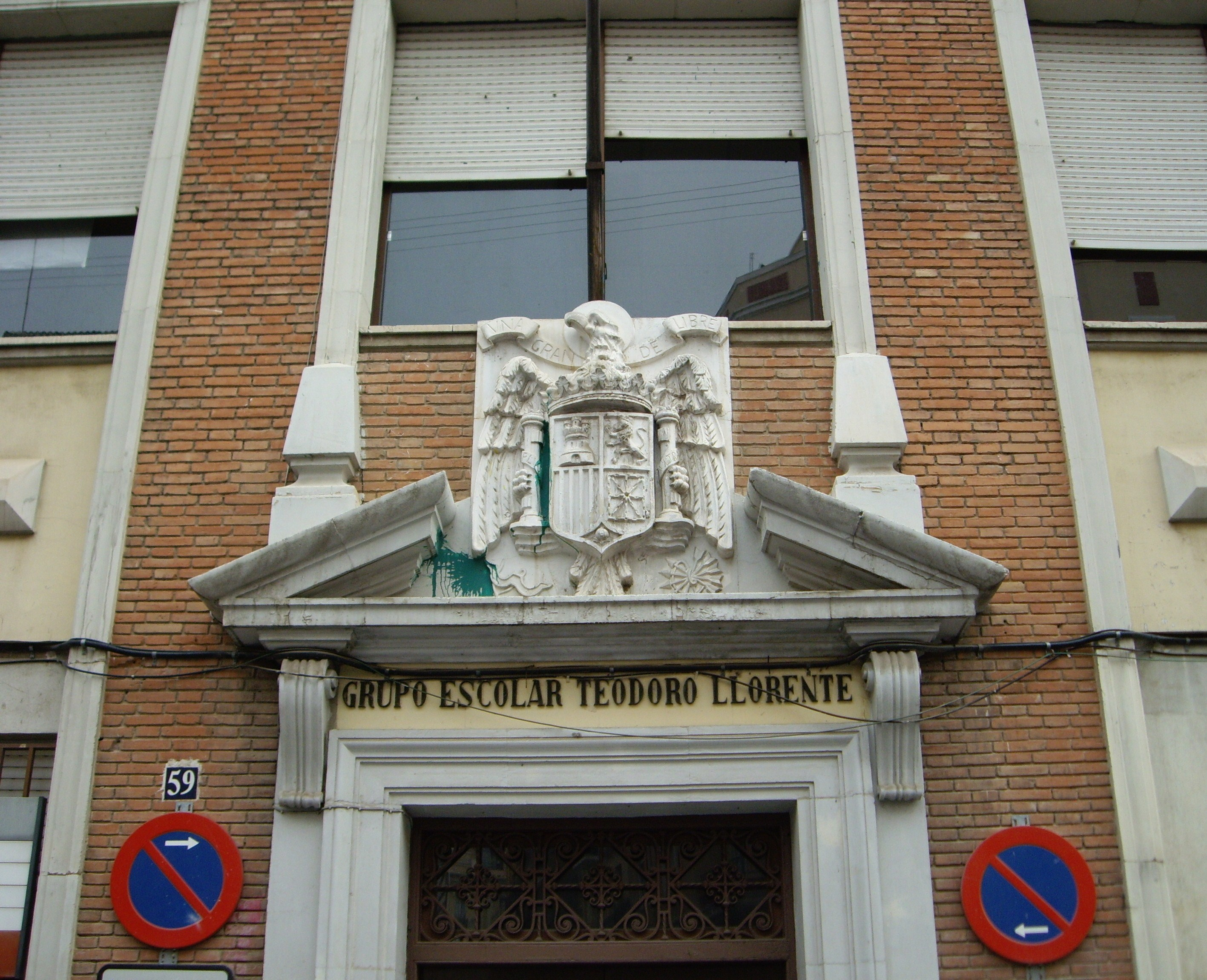
Fachada del Grupo Escolar Teodoro Llorente.

A consecuencia de la politización de los Juegos Florales, Llorente y los escritores valencianos no tuvieron una gran presencia, y se crearon los Juegos Florales de Lo Rat Penat, pero no ejercieron una gran influencia sobre la fiesta homónima barcelonesa, ya que se cerraron en su ideología y por la apertura al bilingüismo.
En 1906 participó en el I Congreso Internacional de la Lengua Catalana. En 1909 la ciudad de Valencia rindió un homenaje popular al poeta, por cantar éste en su lengua auténtica a su tierra, a la vida tradicional y familiar, y a las glorias pasadas .
En 1891 fue escogido diputado al Congreso de los Diputados, consiguiendo la reelección en 1893. Perdió su acta de diputado en 1896 pero en 1899 la volvió a recuperar, abandonando este cargo el 1901.
Veraneaba en La Casa Bernal de Andreu(La Pobla de Vallbona) propiedad de su yerno Ruben Ferrer Moret.
Teodoro Llorente murió en Valencia en el año 1911. Teodoro Llorente Falcó fue su cuarto hijo, convirtiéndose en periodista y escritor.

## Obra
Aunque escribió poco, consiguió imponer un concepto restrictivo de la cultura y literatura valenciana, desde el punto de vista de los géneros, temas y procedimientos. Llorente recreó las costumbres de las clases humildes (costumbrismo), pero también creó una poesía con carácter más histórico y con un lenguaje más culto. Los versos más logrados se encuentran en poemas donde hace descripciones idealizadas de la belleza de los paisajes valencianos (paisajismo sentimental).
En cuanto al tipo de estrofa, suelen predominar en su obra los cuartetos, en especial la Copla (estrofas con una estructura universal de 4+6, estructura típica de la literatura medieval valenciana).
Su obra en valenciano se reduce a Llibret de versos de 1884, se publicó una segunda edición aumentada en 1902 con prólogo de Menéndez Pelayo. Llorente fue también un buen traductor al español de Lord Byron, Goethe, Schiller y Heine. Especial interés tiene su fiel traducción en prosa de las Fábulas de Jean de La Fontaine en 1885.
Listado de sus principales obras según la temática: 
- Primer poema conocido: Amor del poeta.
- Premio en los Juegos Florales: La nova era, Vint-i-cinc anys.
- Utilización del valenciano vulgar con finalidades humorísticas: Cartes de soldat, Arròs en fesols i naps.
- Dedicado a Jacinto Verdaguer por la publicación de Canigó: A mossèn Jacint Verdaguer.
- Escenas de la vida cotidiana: La creu del poble, Plany de la teixidora, Missa d'Alba.
- Expresión de la emoción delante de un paisaje y de la huerta valenciana: Vora el barranc dels Algadins,[4] En la muntanya, Els teuladins.
- Símbolo de valencianidad: La barraca, una de sus poemas más conocidos.
- Última etapa de Teodoro Llorente, que aborda la ausencia o presencia del amor: Cançoneta amorosa, Viatge nupcial, Íntima.
- Recopilaciones de poesía: Llibret de versos, Nou llibret de versos (per a Lo Rat Penat).

## Pensamiento político
Según el historiador Alfons Cucó, el texto que mejor define el pensamiento político de Llorente respecto a los temas específicos valencianos es el discurso (en castellano) que pronunció en Elche en 1908, con motivo de la visita a Alicante de una delegación de Lo Rat Penat. En él imaginó un futuro idílico en el que los puertos valencianos estarían llenos de barcos, «que embarcaban frutos en mayor abundancia que ahora, y con destino a seguros mercados, gracias a una inteligente legislación arancelaria y a tratados de comercio adecuados a la producción levantina». En cuanto a la relación con el Estado de la Restaruación afirmó que «el glorioso reino [de Valencia]... no aspiraba a recobrar instituciones de gobierno... [ya que] había tenido un resurgimiento feliz y había creado la Región Valenciana, dentro de la intangible unidad española y de acuerdo con ella». Y respecto del «dulce idioma que con afectuoso calificativo llamamos nuestro», advirtió que «este cultivo de nuestra lengua regional» no significaba «hostilidad ni desvío hacia el glorioso idioma nacional, por nosotros igualmente querido, ni mucho menos la pretensión absurda de restringir su uso, cada día más indispensable».